# Rita Ndzanga
Rita Alice Ndzanga (17 octobre 1933- 17 août 2022) est une syndicaliste et militante sud-africaine anti-apartheid.

## Biographie

### Enfance
Rita Ndzanga naît le 17 octobre 1933 dans le village de Mogopa près de Ventersdorp. Dans son enfance, sa famille alterne entre la vie à Mogopa et à Sophiatown. Elle abandonne les classes en classe de troisième.

### Militantisme anti-apartheid
Elle s'engage dans le syndicalisme avec des briqueteurs et des carreleurs. En 1955, elle devient la secrétaire du syndicat des cheminots. Un an plus tart, elle épouse Lawrence Ndzanga et devient secrétaire du  Congrès sud-africain des syndicats (SACTU). Ensuite, elle participe à la Marche des femmes contre les lois sur les laissez-passer.
En 1964, Rita Ndzanga se voit interdire toute activité syndicale. Le 12 mai 1969, son mari et elle sont arrêtés en vertu de l’article 6 de la loi sur le terrorisme. 
Emprisonnée aux côtés de  Winnie Mandela, Thoka Mngoma, Martha Dlamini et Joyce Sikhakane, elle  laisse derrière elle ses quatre jeunes enfants. En détention, elle subit la torture, la police l’interrogeant sans relâche toute la journée. Durant cette période,  Walter Sisulu parvient à lui envoyer une lettre d’encouragement.
En janvier 1977, son mari succombe à une crise cardiaque en prison. Détenue elle aussi, Ndzanga n’a pas le droit d’assister à ses funérailles, et n’est libérée que le lendemain de celles-ci.
En 1984, Rita Ndzanga s’implique dans la Fédération des femmes du Transvaal (FEDTRAW), où elle est reconnue comme une «mécène active». En 1999, elle siège comme députée.
Elle meurt le 17 août 2022, à l’âge de 88 ans.

## Récompenses
Un film retraçant la vie de Rita Ndzanga, intitulé Rita Ndzanga-Sud-Africaine, sort en 1984. Le 18 juin 2004, l’Afrique du Sud lui décerne l’Ordre de Luthuli pour son engagement. Ndzanga reste active et partage, en 2011, son expérience de détention sous l’apartheid lors de la Semaine de la gouvernance.

### Note
- (en) Cet article est partiellement ou en totalité issu de l’article de Wikipédia en anglais intitulé « Rita Ndzanga » (voir la liste des auteurs).